# Pantera en libertad
«Pantera en libertad» es una canción de 1998 interpretada por la cantante española Mónica Naranjo y producida por esta y Cristóbal Sánsano e incluida en el segundo álbum de estudio de la cantante, Palabra de mujer. Fue lanzada en España y en México, como el cuarto sencillo.

## Créditos
- Voz principal: Mónica Naranjo.
- Escrita por: José Manuel Navarro.
- Compuesta por: Mónica Naranjo, Cristóbal Sansano
- Producida por: Mónica Naranjo, Cristóbal Sansano.
- Programador: Juan Belmonte

## Versiones y remixes

### Estudio
- Album Version — 04:43
- 4.0 Version — 04:36

### Remixes
- Apollo 440 Extended — 7:56
- Backing track Apollo 440 - 7:59
- Dub Apollo 440 — 7:58
- Radio edit mix — 3:23
- Xtra mix Apollo 440 — 6:28

### Directo
- Versión Tour Palabra de Mujer
- Versión Tour Minage
- Versión Tarántula Tour
- Version "Pantera en Libertad 3.0" (Cantada junto a Pastora Soler en la segunda gala de la segunda edición de "El Número Uno").
- Versión Ídolos en Concierto
- Versión 4.0 Tour
- Versión Gira Renaissance: 25 aniversario

## Formatos
| Promo CD-Single (SAMPCS 4833) 1. "Pantera en libertad" — 4:43 Promo CD-Single (CDP-12870) 1. "Pantera en libertad" — 4:43 Apollo 440 Remixes Promo Maxi-CD (SAMPCM 4685) 1. "Pantera en libertad" [Apollo 440 Extended] — 7:56 2. "Pantera en libertad" [Dub Apollo 440] — 7:58 3. "Pantera en libertad" [Backing track Apollo 440] — 7:59 4. "Pantera en libertad" [Xtra mix Apollo 440] — 6:28 5. "Pantera en libertad" [Radio edit mix] — 3:23 6. "Pantera en libertad" [Album Version] — 4:43 Apollo 440 Remixes Maxi-CD (EPC 665140 2) 1. "Pantera en libertad" [Apollo 440 Extended] — 7:56 2. "Pantera en libertad" [Dub Apollo 440] — 7:58 3. "Pantera en libertad" [Backing track Apollo 440] — 7:59 4. "Pantera en libertad" [Xtra mix Apollo 440] — 6:28 5. "Pantera en libertad" [Radio edit mix] — 3:23 6. "Pantera en libertad" [Album Version] — 4:43 | Apollo 440 Remixes Vinilo (EPC 665140 6) Ventas: 2.783 copias - Cara A: 1. "Pantera en libertad" [Album Version] — 4:43 2. "Pantera en libertad" [Radio edit mix] — 3:23 - Cara B: 1. "Pantera en libertad" [Apollo 440 Extended] — 7:56 2. "Pantera en libertad" [Dub Apollo 440] — 7:58 Promo CD-Single (PRCD 97244) 1. "Pantera en libertad" [Album Version] — 4:43 2. "Pantera en libertad" [Radio edit mix] — 3:23 3. "Pantera en libertad" [Apollo 440 Extended] — 7:56 4. "Pantera en libertad" [Dub Apollo 440] — 7:58 |

## Posiciones y Ventas
| Posición | 10 | 10 | 9 | 7 |

| Ventas | 2783 | 1300 | 4083 |